# Rafael de la Fuente

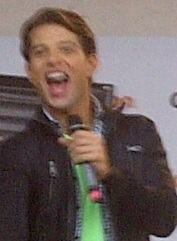
Rafael de la Fuente

Rafael de la Fuente (* 11. November 1986 in Caracas) ist ein venezolanischer Schauspieler und Sänger.

## Leben
Rafael de la Fuente wurde im November 1986 in der Hauptstadt von Venezuela, Caracas, geboren. Fuente begann 2009 seine Schauspiellaufbahn mit einer Nebenrolle in den Telenovelas Más sabe el diablo und Aurora. 2011 erhielt er die Nebenrolle des ‚Diego Forlán‘ in der Fernsehserie Grachi des lateinamerikanischen Nickelodeon. Mit Beginn der zweiten Staffel stieg er zur Hauptbesetzung auf und verkörperte die Rolle bis zum Ende der Serie im Mai 2013. Im darauffolgenden Jahr erhielt de la Fuente eine Nebenrolle in dem US-amerikanischen Remake von Grachi, Emma, einfach magisch!. Dieses Mal verkörperte er die Rolle des ‚Julio Torres‘.
Größere Bekanntheit erlangte Fuente durch die Nebenrolle des ‚Michael Sanchez‘ in der Fox-Musical-Fernsehserie Empire, in der er von 2015 bis 2016 zu sehen war. Eine Hauptrolle konnte er sich in der The-CW-Fernsehserie Der Denver-Clan, eine Neuauflage der gleichnamigen Fernsehserie aus den 1980er-Jahren, ergattern. Darin spielt er seit Oktober 2017 die Rolle des ‚Sam „Sammy Jo“ Jones‘.
Im Dezember 2019 machte Fuente seine Homosexualität und die Beziehung zu seinem Partner öffentlich. In einem Beitrag auf Instagram beschrieb Fuente, dass er zunächst aus Angst seine Karriere als Schauspieler zu gefährden, seine Homosexualität verbarg.

## Filmografie (Auswahl)
- 2009: Más sabe el diablo (Telenovela)
- 2010: Aurora (Telenovela)
- 2011–2013: Grachi (Fernsehserie, 202 Episoden)
- 2014: Emma, einfach magisch! (Every Witch Way, Fernsehserie, 20 Episoden)
- 2014: The One I Wrote for You
- 2015–2016: Empire (Fernsehserie, 11 Episoden)
- 2017: American Horror Story (Fernsehserie, Episode 7x01)
- 2017: When We Rise (Fernsehserie, 4 Episoden)
- 2017–2022: Der Denver-Clan (Dynasty, Fernsehserie)